# Лім
Лім — річка в Європі на Балканському півострові, найбільша притока Дрини. Протікає територією Чорногорії, Албанії, Сербії, Боснії і Герцеговини. Завдовжки 220 км.
Лім належить до басейну Чорного моря через річки Дрина, Сава і Дунай. Площа басейну самого Ліму дорівнює 5963 км².

## Назва
Є кілька версій про походження назви річки. За однією з них Лім походить від латинської назви липи, за іншою, у слова кельтські корені llyn або llym, що означає «пити воду».

## Басейн річки

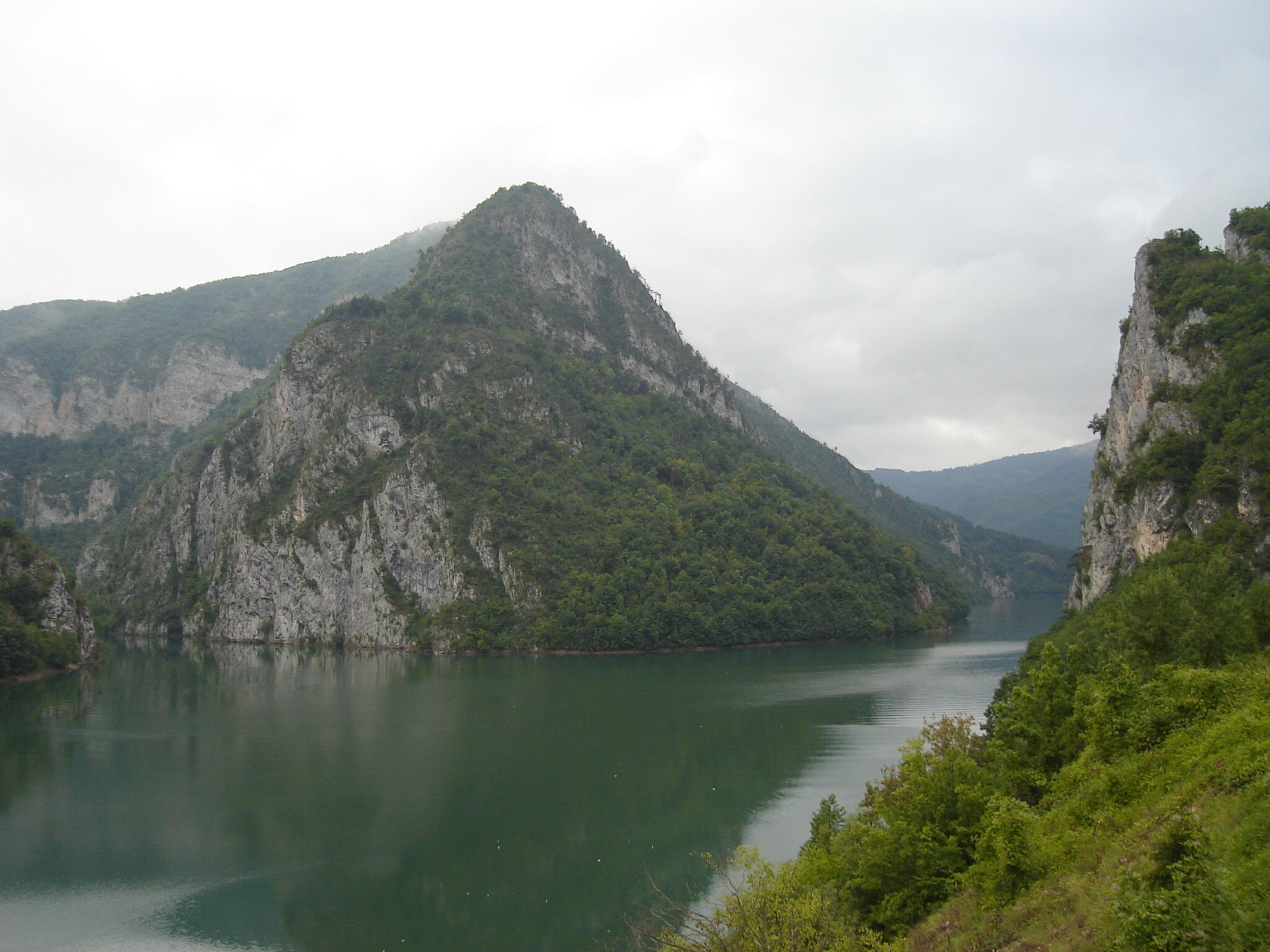
Гирло річки Лім

Річка Лім бере свій початок на сході Чорногорії біля гори Магліч, неподалік від албанського кордону. Кілька кілометрів річка протікає по албанській території і має назву Врмоза, після чого знову повертається в Чорногорію. Після прийому біля селища Гусинє вод від притоки Врує, що стікає з Північно-Албанських Альп, річка, вже під назвою Луча, впадає в Плавське озеро, утворюючи невелику дельту. Нижче Плавського озера має назву Лім. Далі річка протікає в північному напрямку через міста і селища Андрієвиця, Беране, Бієло-Полє, Резник і Недакусі.

## Сербія та Боснія і Герцеговина
У прикордонному районі Чорногорії та Сербії Лім прорізає ущелину Куманишка Клисура між горами Лиза (Чорногорія) і Озрен (Сербія). На території Сербії річка проходить гори Ядовник, Побієник і Златар, і перетинає регіон Санджак, де протікає через міста Прієполє і Прибой. Неподалік від Прибоя на річці розташована ГЕС «Потпеш» і штучне водосховище.
Після Прибоя русло на кілька кілометрів звертає на північний захід і проходить по території Боснії і Герцеговини, далі річка знову протікає в Сербії, і ще раз повертається до Боснії. Тут Лім, проходячи через гори Бик, Яворе та Вучевиця, впадає в Дрину біля села Медеда. На кордоні Сербії та Боснії в Лім впадає річка Увац.

## Прикордонні конфлікти
Після розпаду Югославії в 1991—1992 роках частина територій, до яких входила долина річки Лім, були предметом спору між Сербією і Боснією. Кілька сербських сіл, виявилися в анклаві і були відрізані від основної території республіки. Уряд Югославії пропонував Боснії обмін спірних земель, але та, в свою чергу, не дала на це свою згоду.

## Трагедія на річці Лім
4 квітня 2004 року близько 22:00 автобус зі Свиштова, який перевозив 34 болгарських туристів-школярів і 16 дорослих потрапив у аварію біля сербського села Гостун поблизу кордону з Чорногорією. Водій не впорався з керуванням, автобус не вписався в гірський поворот і звалився в річку. Загинуло 12 дітей, а решту було врятовано силами місцевих жителів.